# 珀尔代弗尔代
珀尔代弗尔代，是匈牙利佐洛州所辖的一个村，总面积19.12平方公里，总人口69，人口密度3.6人/平方公里（2010年1月1日）。